# Wonderbook: Das Buch der Zaubersprüche
Wonderbook: Das Buch der Zaubersprüche (Originaltitel: Wonderbook: Book of Spells) ist ein Augmented-Reality-Videospiel aus dem Jahr 2012 für die PlayStation 3. Es wurde von London Studio in Zusammenarbeit mit J. K. Rowling und Warner Bros. Interactive Entertainment als Ergänzung zur Harry-Potter-Reihe entwickelt. Das Spiel basiert auf Book of Spells, einem fiktiven Buch von Miranda Goshawk, das etwa 200 Jahre nach dem Ereignisdatum veröffentlicht wurde.

## Spielprinzip
Der Benutzer wirkt Zauber, indem er mit dem PlayStation-Move-Controller Formen zeichnet, während das Buch selbst mithilfe der Augmented-Reality-Technologie über das PlayStation Eye auf dem Bildschirm erscheint. Der Move-Controller selbst erscheint auf dem Bildschirm als Zauberstab und kann Muster auf dem Bildschirm zeichnen, um Zauber auszulösen. Book of Spells soll eine Interpretation des Lernens von Zaubersprüchen an der Hogwarts-Schule für Hexerei und Zauberei im Harry-Potter-Universum sein, wobei das „Buch“ selbst vor über 200 Jahren von Miranda Goshawk im Harry-Potter-Universum geschrieben wurde. Am Ende jedes Kapitels wird ein Gedicht eines gescheiterten Hogwarts-Schüler beschreiben, um dem Benutzer eine Lektion in der Art von Aesops Fabeln zu erteilen.
Zu Beginn des Spiels wählen die Spieler eines der vier Hogwarts-Häuser und einen von drei verschiedenen Zauberstäben. Wenn der Spieler jedoch über ein Pottermore-Konto verfügt, kann er dieses mit dem Spiel verknüpfen. In diesem Fall entsprechen die Entscheidungen im Spiel denen, die er auf der Website getroffen hat. Zusätzlich zu den spezifischen Zaubersprüchen, die in jedem Kapitel behandelt werden, erhält der Spieler manchmal die Möglichkeit, kurzzeitig andere Zaubersprüche zu nutzen, beispielsweise den Oppugno-Fluch. Der Spieler lernt jedoch nicht wirklich die Gesten für diese Zaubersprüche und wird daher nicht anhand dieses Materials getestet.

## Entwicklung
Um das Spiel zu entwickeln, arbeitete Sony Computer Entertainment mit der Harry-Potter-Autorin J. K. Rowling zusammen. Rowling hatte zuvor mit Sony an ihrer Pottermore-Website zusammengearbeitet, und das Unternehmen hatte einmal einen Exklusivvertrag zur Veröffentlichung von Harry-Potter-E-Books.
Das Spiel wurde als erster Titel für das Wonderbook auf der PlayStation 3 auf der Electronic Entertainment Expo 2012 vorgestellt. Es wurde am 13. November in den Vereinigten Staaten, am 15. November in Australien und am 16. November in Europa veröffentlicht.

## Rezeption
Wonderbook: Das Buch der Zaubersprüche erhielt überwiegend durchschnittliche Kritiken. Metacritic aggregierte eine Bewertung von 72/100. Die Kritiker lobten den Einsatz der Wonderbook-Technologie durch den Einsatz sowohl von PlayStation Move als auch von Augmented Reality und kritisierten gleichzeitig den kurzen Wiederspielwert des Spiels. Das „Book of Spells“ wurde für einen „BATA“ in der Kategorie „Game Innovation 2013“ nominiert.